# Geonoma densa
Geonoma densa là loài thực vật có hoa thuộc họ Arecaceae. Loài này được Linden & H.Wendl. mô tả khoa học đầu tiên năm 1857.